# Happiest Homecoming on Earth

Happiest Homecoming on Earth (à Disneyland) et Happiest Celebration on Earth sont les noms de la cérémonie organisée par la filiale Walt Disney Parks and Resorts de la Walt Disney Company en l'honneur du 50e anniversaire de Disneyland. Cette cérémonie a duré 18 mois, du 5 mai 2005 au 30 septembre 2006, et s'est déroulée dans l'ensemble des complexes et parcs Disney. 

## Calendrier de la cérémonie
- 17 juillet 1955 - Disneyland est dédicacé par Walt Disney lors d'une cérémonie d'ouverture privée retransmise à la télévision sur ABC et présentée principalement par Art Linkletter Ronald Reagan et Robert Cummings.
- 5 mai 2004 - Michael Eisner, Robert Iger, Jay Rasulo et Julie Andrews annoncent les détails du Happiest Homecoming on Earth lors d'une cérémonie se tenant devant le château de la Belle au bois dormant.
- 5 mai 2005 - La cérémonie Happiest Homecoming on Earth est officiellement lancée à Disneyland par Michael Eisner, Matt Ouimet, Robert Iger, Julie Andrews et Art Linkletter avec une multiconférence vidéo depuis les autres Royaumes enchantés de Disney dans lesquels ont lieu entre autres des prestations de Christina Aguilera et LeAnn Rimes.
- 15 juillet 2005 - Space Mountain rouvre à Disneyland après une rénovation de deux ans.
- 17 juillet 2005 - Le 50e anniversaire de Disneyland est officiellement célébré avec une relecture de la dédicace de Disneyland faite par Walt Disney, lue par sa fille Diane Disney Miller
- 12 septembre 2005 - ouverture de Hong Kong Disneyland, dernier né des parcs Disney.

## Happiest Homecoming on Earth

### Disneyland Resort

Le château de la Belle au bois dormant avec ses décorations pour le.

Le 50e anniversaire de Disneyland était le 17 juillet 2005 mais, comme Disney le fait souvent, la cérémonie débuta le 5 mai 2005 devant le château de la Belle au bois dormant.
Michael Eisner, encore PDG de la Walt Disney Company, prononça un discours sur le parvis du château. Ensuite différentes personnes se présentèrent au micro dont Julie Andrews, l'ambassadrice officielle des cérémonies, Art Linkletter, Christina Aguilera chantant When You Wish Upon A Star et LeAnn Rimes chantant Remember When, le thème des cérémonies composé par Richard Marx. Un écran géant retransmettait la vidéoconférence avec les autres parcs dont Wayne Brady, acteur et ancien cast member, situé au Magic Kingdom de Walt Disney World, Soma Suzuki à Tokyo Disneyland, Jacky Cheung à Hong Kong Disneyland, encore en construction.
Avant la cérémonie, une conférence de presse eut lieu à Disney's California Adventure durant laquelle président de Disneyland, Matt Ouimet annonça la construction des attractions Monsters, Inc. : Mike & Sulley To The Rescue! et Turtle Talk with Crush.
La cérémonie vit le dévoilement d'une série de larges affiches disposées à différents endroits du parc : les Happiest Faces on Earth. La principale était une photo aérienne de la place centrale sur laquelle des casts members brandissaient un panneau formant une tête de Mickey. D'autres photos offertes à Disney par des milliers de fans durant l'année 2004, lors de la campagne Would you be the sparkle in Mickey's Eye? (Serez-vous l'éclat de lumière dans l'œil de Mickey ?), permirent de réaliser des montages de plusieurs personnages de Disney : Bob et Sully, Tilt, Nemo et Marin, M. Indestructible, Woody, Alice mais aussi les poupées de l'attraction It's a Swall World.
Juste avant cette cérémonie de nombreuses attractions de Disneyland furent rénovées et rouvertes en 2005, certaines furent fermées parfois longtemps comme Walt Disney's Enchanted Tiki Room, Jungle Cruise ou Space Mountain. Les décors du parc furent aussi repeints et rénovés afin de retrouver leur « gloire passée ». Les attractions originelles virent un de leurs véhicules repeints en or. Cinquante têtes de Mickey dorées avec le nombre « 50 » au milieu furent disséminées dans le parc.
Le pays de Tomorrowland fut repeint en bleu et argent et la totalité des façades de Main Street, USA furent rénovées. Le château de la Belle au bois dormant, en plus d'être repeint, reçut des décorations dorées dont des draperies.
Cette cérémonie fut l'occasion de nombreuses nouvelles attractions et spectacles :
- un feu d'artifice, Remember... Dreams Come True remplaçant Believe... There's Magic in the Stars
- la Walt Disney's Parade of Dreams remplaçant la Parade of Stars et permettant, grâce à des chars équipés de lumière, des présentations diurnes et nocturnes.
- l'exposition-film Disneyland: The First 50 Magical Years ouvre dans Main Street USA. Le film est présenté par Steve Martin, comédien et ancien cast member.
- l'exposition Disneyland - A Magical Canvas: 50 Artists Celebrate 50 Years ouvre au sein de la Disney Gallery dans New Orleans Square
- Buzz Lightyear's Astro Blasters ouvre à Tomorrowland lors d'une cérémonie avec Tim Allen, la voix de Buzz dans Toy Story, film de Pixar.
- Block Party Bash, une parade débute à Disney's California Adventure avec des personnages de Pixar.

Les cérémonies attirèrent un nombre record de visiteurs dans les parcs du Disneyland Resort, jamais obtenu depuis l'automne 1996 lors de la dernière saison de la Main Street Electrical Parade à Disneyland.
En 2006 a débuté la seconde partie de la cérémonie avec :
- le 7 juillet 2006, la première mondiale de Pirates des Caraïbes : Le Secret du coffre maudit eut lieu sur les Rivers of America (comme le premier volet en 2003) en même temps que la réouverture de Pirates of the Caribbean après une intense rénovation ayant ajouté des éléments de la trilogie.
- Rock It Mountain devait être un habillage permettant une version alternative de Space Mountain
- une nouvelle séquence de chute devait être lancée aussi en juillet pour la Twilight Zone Tower of Terror.

Note : Il semble que Disney n'a pas mis en place Rock It Mountain et les nouvelles chutes de la Tower of Terror en raison de la popularité du reste de la cérémonie.

## Happiest Celebration on Earth

### Walt Disney World Resort
Le programme du Walt Disney World était assez simple : au moins une nouvelle attraction ou spectacle pour chacun des quatre parcs en plus des rénovations.
- le Magic Kingdom
  - la rénovation de It's a Small World
  - l'habillage du château de Cendrillon avec des personnages et des décorations dorés.
  - l'ouverture d'une zone nommée Pooh's Playful Spot, consacré à Winnie l'ourson
  - le lancement du spectacle Cinderellabration, importé de Tokyo Disneyland.
- Epcot
  - Soarin', importé de Disney's California Adventure
  - le pavillon accueille le Hong Kong Disneyland Preview Center
- Disney-MGM Studios
  - Une rénovation des décors de rues renommées Big Cities Street
  - l'ouverture de Motors, Action!, importé des Walt Disney Studios
- Disney's Animal Kingdom
  - la présentation temporaire de Lucky the Dinosaur
  - l'ouverture de Expedition Everest, une attraction totalement nouvelle

### Tokyo Disney Resort
- Tokyo Disneyland
  - Rock Around the Mouse, un nouveau spectacle devant le château de Cendrillon rendant hommage au  rock 'n' roll et à la culture californienne.
  - l'ajout d'un énorme 50 doré dans une tête de Mickey au pied de la statue Partners située sur la place centrale.
- Tokyo DisneySea
  - l'ouverture de Raging Spirits
  - l'ouverture de Tower of Terror

### Disneyland Resort Paris
- Parc Disneyland
  - Space Mountain : Mission 2, une rénovation de Space Mountain
  - Wishes, un spectacle importé du Magic Kingdom
- Walt Disney Studios ne reçut aucune nouvelle attraction durant la période mais a prévu plusieurs attractions pour la suite :
  - Les Toon Studios avec
    - l'attraction Crush's Coaster
    - Le manège Cars Quatre Roues Rallye

  - La Tour de la Terreur

### Hong Kong Disneyland Resort
Ici ce n'est pas l'ouverture d'une ou plusieurs attractions mais le domaine complet durant la période de la cérémonie, précisément le 12 septembre 2005. Il comprend le parc Hong Kong Disneyland, deux hôtels et les infrastructures nécessaires au complexe.

### Disney Cruise Line
Le paquebot Disney Magic, pour rendre hommage à Disneyland, parti des Caraïbes pour les eaux mexicaines et californiennes. 

Après une croisière de 15 jours avec la traversée du canal de Panama, le bateau proposa durant 12 semaines (été 2005) des croisières d'une semaine chacune au départ de Los Angeles. L'itinéraire comprenait des étapes à Puerto Vallarta, Mazatlán et Cabo San Lucas. Ensuite à nouveau 15 jours lui permirent de rejoindre le Disney Wonder dans les caraïbes et ses itinéraires habituels.

## Les duplications d'attractions
La célébration fut l'occasion d’un drôle de manège : des échanges d'attractions. Certains parcs offrirent une attraction aux parcs du Walt Disney World tandis qu'une de Walt Disney World était construite dans les autres parcs.
On peut aussi noter les cas à part de 
- Raging Spirits « offert » par le parc Disneyland français à Tokyo DisneySea.
- Buzz Lightyear's Astro Blasters offert par Tokyo Disneyland à Disneyland.

### DupliquéesàWalt Disney World
Le complexe de Walt Disney World avait capitalisé sur une campagne publicitaire annonçant la construction des « meilleures attractions des parcs Disney à travers le monde » dans ses propres parcs. Ainsi
- Magic Kingdom reçut le spectacle Cinderellabration de Tokyo Disneyland au Japon
- Epcot reçut Soarin' de Disney's California Adventure en Californie
- Disney-MGM Studios reçurent Motors, Action! des Walt Disney Studios en France

Disney's Animal Kingdom, le seul parc à ne pas avoir profité d'une attraction d'un autre parc reçut une toute nouvelle attraction, Expedition Everest.

### DupliquéesdeWalt Disney World
La Tower of Terror fut construite à la fois aux Walt Disney Studios (n'ouvrira qu'après la fin de la cérémonie) et à Tokyo DisneySea.
Le spectacle Wishes a été « offert » par le Magic Kingdom au parc Disneyland français, mais en version raccourcie.
Turtle Talk with Crush fut copié d'Epcot à Disney's California Adventure.